# بوهدان اسمولن
بوهدان اسمولن (لهستانی: Bohdan Smoleń؛ ۹ ژوئن ۱۹۴۷ – ۱۵ دسامبر ۲۰۱۶) کمدین، خواننده و بازیگر اهل لهستان بود.
از فیلم‌ها یا مجموعه‌های تلویزیونی که وی در آن‌ها نقش داشته‌است، می‌توان به حوزه استحفاظی ۱۳، پرستار کودک و جهان به روایت خانواده کیپسکی اشاره نمود.